# Leopold Löw

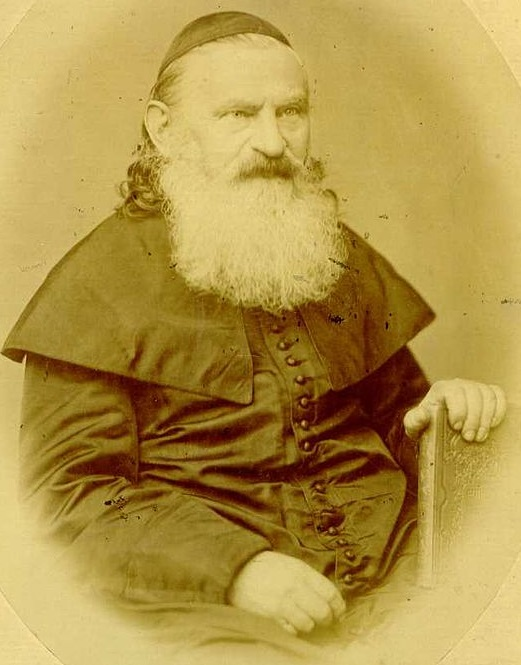
Leopold Löw (um 1860)

Leopold Löw, ungarisch Lőw Lipót (geboren 22. Mai 1811 in Černá Hora, Mähren, Kaisertum Österreich; gestorben 13. Oktober 1875 in Szeged, Österreich-Ungarn) war ein ungarischer Neologischer Rabbiner.

## Leben
Leopold Löw war ein Nachfahre des Prager Rabbi Löw. In seiner Jugend zeigte er musikalisches Talent, studierte an mährischen Jeschiwot, übersetzte Schiller ins Hebräische und erwarb außerdem italienische, französische, lateinische und griechische Sprachkenntnisse. 1840 wurde er zum Rabbiner von Nagykanizsa ernannt, wo er seine Predigten ab 1844 auf Ungarisch hielt. Er war ein starker Befürworter der Emanzipation der ungarischen Juden und vertrat im Unterschied zu Lajos Kossuth die Ansicht, dass die Befreiung der Juden nicht von der Aufgabe bzw. der Reform ihrer Religion abhängen sollte. 1846 nahm Löw eine Stelle als Rabbiner in Pápa an, wo er von Vertretern der Orthodoxie heftig angegriffen wurde, welche seinen früheren Besuch eines protestantischen Gymnasiums missbilligten. Während der erfolglosen ungarischen Revolution von 1848/49 unterstützte er die ungarischen Revolutionäre, wurde 1849 wegen seiner patriotischen Ansprachen verhaftet und zu einer dreimonatigen Gefängnisstrafe verurteilt.
Von 1850 bis zu seinem Tod amtierte Löw als Rabbiner von Szeged. Er war ein Befürworter der Reformbewegung, bestand jedoch darauf, dass die Reformen im Rahmen der rabbinischen Tradition durchzuführen seien. Sein Standpunkt ermöglichte es ihm, an der rabbinischen Konferenz in Breslau 1845 und der Synode in Leipzig 1869 teilzunehmen. Er schrieb eine Biographie über Aaron Chorin, der seine Ansichten über die Reformbewegung teilte. Am Ungarischen Jüdischen Kongress von 1868, in dessen Folge die Spaltung des ungarischen Judentums in einen reformorientierten („Neologie“) und einen orthodoxen Teil bekräftigt wurde, nahm er zwar nicht teil, veröffentlichte jedoch seine diesbezüglichen Anschauungen in Die jüdischen Wirren in Ungarn (1868). Aufgrund einer Vorlesung, die er 1868 an der Ungarischen Akademie der Wissenschaften über den Judeneid (A zsidó eskü) hielt, wurde diese mittelalterliche Form der Diskriminierung in Ungarn aufgehoben. Er schlug als erster eine ungarische Bibelübersetzung für jüdischen Gebrauch vor, war von 1858 bis 1867 Redakteur der Zeitschrift Ben-Chananja und befasste sich als erster mit der Geschichte der Juden in Ungarn. Zu seinen Werken gehören Schicksale und Bestrebungen der Juden in Ungarn (1846–47) und Zur neueren Geschichte der Juden in Ungarn (1874). Seine Erkenntnisse über jüdische Antiquitäten und Folklore veröffentlichte er unter anderem in Ha-Mafteach („Der Schlüssel“, 1855), Beiträge zur jüdischen Alterthumskunde, 1: Graphische Requisiten und Erzeugnisse bei den Juden (zwei Bände, 1870–1871) und Lebensalter in der jüdischen Literatur (1875). Seine Gesammelten Schriften wurden von seinem Sohn und Nachfolger Immanuel Löw in fünf Bänden 1889–1900 herausgegeben. Sein jüngerer Sohn Moses Max Löw war Architekt.